# 大帝の剣
『大帝の剣』（たいていのけん）は、夢枕獏による長編SF伝奇小説。
1985年、雑誌『野性時代』にて連載開始。「飛騨大乱編」まで書かれたところで『野性時代』が休刊となり、長らく中断していた。2005年、映画化の企画が持ち上がったことも契機となり、『週刊ファミ通』にて「天魔望郷編」の連載が開始。「幻魔落涙編」「聖魔地獄編」を経て、2011年に完結。
2007年の堤幸彦監督による映画化以降、映画脚本を担当した天沢彰によるノベライズや、渡海・横山仁による漫画など、数多くのメディアミックスが行われている。

## あらすじ
関ヶ原の戦いから間もない時代が舞台。異形の大剣を背負った巨漢・万源九郎を主人公に、壮大な物語が繰り広げられる。その大帝の剣は、大抵の剣をものともしない頑強さを持つ。
真田衆や伊賀衆などの忍者や宮本武蔵や佐々木小次郎、柳生十兵衛などの歴史上の人物や宇宙から来た地球外生物らとバトルする荒唐無稽な物語。

## 映画
製作時点では原作が未完（連載中）の状態であったため、物語展開やキャラクター造形にオリジナルの要素が多く追加されている。

### キャスト
- 万源九郎：阿部寛
- 舞・蘭：長谷川京子
- 佐助：宮藤官九郎
- 権三：遠藤憲一
- 牡丹（天草四郎）：黒木メイサ
- 手妻の籐次：大倉孝二
- 黒虫：六平直政
- 姫夜叉：杉本彩
- 破顔坊：竹内力
- 藤井寺房之進：谷口高史
- 前田利常：徳井優
- 村人：諏訪太朗
- 霧の才蔵：本田博太郎
- おやかた様（真田幸村）：津川雅彦
- ナレーター：江守徹
- 船木誠勝
- 前田愛
- 高松知美
- 阿部進之介
- 野添義弘
- 武智健二

### スタッフ
- 監督：堤幸彦
- 製作：浜村弘一、坂上順、石黒吉貞、渡辺純一、亀山慶二
- 企画：青柳昌行、齋藤佳雄、遠藤茂行、梅沢道彦、伊藤満
- プロデューサー：木村立哉、宮野洋美
- 脚本：天沢彰
- 撮影：唐沢悟
- 美術監督：稲垣尚夫
- 音楽：見岳章
- VFXスーパーバイザー：升元大治
- キャラクターデザイン：天野喜孝
- 照明：木村明夫
- 録音：田中靖志
- 監督補：木村ひさし
- 主題歌：GLAY「鼓動」

### ロケ地
- 広島県福山市熊野町光林寺池・熊野町山中・みろくの里[2]、府中市栗柄町ほかでロケが行われた[3]。

## ゲーム
映画の公開に合わせ、同時期に新紀元社から書籍判にて発売されたテーブルトークRPG（TRPG）。ゲーム製作を担当したのは高平鳴海と坂本雅之。
いわゆるタイアップ企画ものであり、映画に出てくるキャラクターをプレイヤーキャラクターとして使用することで、映画の内容を追体験できる構成になっている。
19本のシナリオが収録されており、映画の名シーンを再現しているものとオリジナルのものの両方が含まれている。

### ゲームシステム
ゲームシステムはベーシック・ロールプレイングを基幹システムに採用しているが戦闘アクションに特化した形に改造されており、戦闘に使える技能以外のルールは省略されている。また、ゲームマップを使用することで、戦術行動を考える楽しみが増すような工夫がされている。
キャラクターメイキングに関しては、源九郎や宮本武蔵など映画の登場人物をモチーフにしたテンプレートを使用することが前提になっている。

### 世界設定
映画の世界観について簡単な紹介が資料として付属している。

## 書籍一覧

### 原作小説

#### カドカワノベルズ
| タイトル                            | 発売日     | 刊行             | ISBN       | 備考               |
| ----------------------------------- | ---------- | ---------------- | ---------- | ------------------ |
| 大帝の剣 巻ノ壱 万源九郎 天魔降臨編 | 1986年11月 | カドカワノベルズ | 4047802018 | 『野性時代』連載分 |
| 大帝の剣 巻ノ弐 万源九郎 妖魔復活編 | 1988年11月 | カドカワノベルズ | 4047802026 | 『野性時代』連載分 |
| 大帝の剣 巻ノ参 万源九郎 神魔咆哮編 | 1989年11月 | カドカワノベルズ | 4047802034 | 『野性時代』連載分 |
| 大帝の剣 巻ノ四 万源九郎 凶魔襲来編 | 1991年11月 | カドカワノベルズ | 4047802042 | 『野性時代』連載分 |
| 大帝の剣 巻ノ伍 万源九郎 飛騨大乱編 | 1992年12月 | カドカワノベルズ | 4047802050 | 『野性時代』連載分 |

#### 角川文庫
| タイトル                                  | 発売日     | 刊行     | ISBN       | 備考                                   |
| ----------------------------------------- | ---------- | -------- | ---------- | -------------------------------------- |
| 大帝の剣 1 天魔の章 天魔降臨編 妖魔復活編 | 2002年11月 | 角川文庫 | 4041626137 | カドカワノベルズ版の1巻～4巻まで文庫化 |
| 大帝の剣 2 天魔の章 神魔咆哮編 凶魔襲来編 | 2002年11月 | 角川文庫 | 4041626145 | カドカワノベルズ版の1巻～4巻まで文庫化 |

#### 単行本
| タイトル                                | 発売日    | 刊行             | ISBN          | 備考                        |
| --------------------------------------- | --------- | ---------------- | ------------- | --------------------------- |
| 大帝の剣 1 〈天魔降臨編〉〈妖魔復活編〉 | 2007年3月 | エンターブレイン | 9784757734098 | 1巻～完結編まで新装・再出版 |
| 大帝の剣 2 〈神魔咆哮編〉〈凶魔襲来編〉 | 2007年3月 | エンターブレイン | 9784757734104 | 1巻～完結編まで新装・再出版 |
| 大帝の剣 3 〈飛騨大乱編〉〈天魔望郷編〉 | 2007年4月 | エンターブレイン | 9784757734111 | 1巻～完結編まで新装・再出版 |
| 大帝の剣 4 〈幻魔落涙編〉               | 2012年6月 | エンターブレイン | 9784047280892 | 1巻～完結編まで新装・再出版 |
| 大帝の剣 5 〈聖魔地獄編〉               | 2012年6月 | エンターブレイン | 9784047280908 | 1巻～完結編まで新装・再出版 |

#### 角川文庫
| タイトル   | 発売日    | 刊行     | ISBN          | 備考                   |
| ---------- | --------- | -------- | ------------- | ---------------------- |
| 大帝の剣 1 | 2016年1月 | 角川文庫 | 9784041031681 | 単行本を元に再度文庫化 |
| 大帝の剣 2 | 2016年1月 | 角川文庫 | 9784041031698 | 単行本を元に再度文庫化 |
| 大帝の剣 3 | 2016年3月 | 角川文庫 | 9784041031674 | 単行本を元に再度文庫化 |
| 大帝の剣 4 | 2016年3月 | 角川文庫 | 9784041031704 | 単行本を元に再度文庫化 |

### 漫画

#### BEAM COMIX
| タイトル                       | 作画         | 発売日    | 刊行             | ISBN          |
| ------------------------------ | ------------ | --------- | ---------------- | ------------- |
| 大帝の剣 1 天魔の章 天魔降臨編 | 渡海（ドヘ） | 2008年1月 | エンターブレイン | 9784757739291 |
| 大帝の剣 2 天魔の章 天魔降臨編 | 渡海（ドヘ） | 2008年8月 | エンターブレイン | 9784757743199 |
| 大帝の剣 3 天魔の章 天魔降臨編 | 渡海（ドヘ） | 2009年5月 | エンターブレイン | 9784757748392 |
| 大帝の剣 4 天魔の章 妖魔復活編 | 渡海（ドヘ） | 2010年1月 | エンターブレイン | 9784047262119 |
| 大帝の剣 5 天魔の章 神魔咆吼編 | 渡海（ドヘ） | 2010年8月 | エンターブレイン | 9784047266698 |

#### バーズコミックス
| タイトル   | 作画   | 発売日    | 刊行   | ISBN          |
| ---------- | ------ | --------- | ------ | ------------- |
| 大帝の剣 1 | 横山仁 | 2013年9月 | 幻冬舎 | 9784344829145 |
| 大帝の剣 2 | 横山仁 | 2014年2月 | 幻冬舎 | 9784344830400 |
| 大帝の剣 3 | 横山仁 | 2014年9月 | 幻冬舎 | 9784344832121 |
| 大帝の剣 4 | 横山仁 | 2015年3月 | 幻冬舎 | 9784344833821 |

### TRPG
| タイトル    | 発売日    | 刊行     | ISBN          |
| ----------- | --------- | -------- | ------------- |
| 大帝の剣RPG | 2007年5月 | 新紀元社 | 9784775305461 |

### 映画関連書籍
| タイトル                  | 発売日    | 刊行             | ISBN          |
| ------------------------- | --------- | ---------------- | ------------- |
| 大帝の剣 公式ガイドブック | 2007年4月 | エンターブレイン | 9784757735194 |
| 大帝の剣 映画ノベライズ   | 2007年3月 | エンターブレイン | 9784757735163 |